# Schietpartij op de Jokela-school
De schietpartij op de Jokela-school (Fins: Jokelan kouluammuskelutapaus) was een bloedbad op de middelbare school van Jokela in de Finse gemeente Tuusula dat plaatsvond op 7 november 2007. Bij de schietpartij vielen ten minste negen doden, waaronder ook de schutter zelf, die later op de dag stierf in een ziekenhuis. Het was de tweede keer dat er een schietpartij was op een Finse school, het eerdere incident was in 1989 in Rauma.

## De schietpartij
Om ongeveer twaalf uur lokale tijd opende de achttienjarige scholier Pekka-Eric Auvinen (4 juni 1989 - 7 november 2007) het vuur op de Jokela-school. Sommige scholieren braken ramen om buiten te komen en de politie omsingelde de school. Volgens berichten zijn er, inclusief de dader, negen personen omgekomen door de schietpartij, zes mannen en drie vrouwen. Vijf van de slachtoffers waren scholieren, één student, één was een verpleegster en de achtste was de directrice. De dader werd volgens de Finse autoriteiten in kritieke toestand in het ziekenhuis opgenomen nadat hij zelfmoord wilde plegen met zijn eigen pistool. Hij werd rond 14.30 lokale tijd gearresteerd. Later overleed hij aan zijn verwondingen.
Opvallend is dat Auvinen korte tijd voor de schietpartij in een - inmiddels verwijderd - filmpje op YouTube de daad aankondigde. Op zijn persoonlijke YouTube-pagina zijn zijn ideeën over natuurlijke selectie te lezen. Hij schrijft "Ik ben klaar om te vechten en te sterven voor mijn daad. Ik, als natuurlijk selector, zal iedereen elimineren die er niet fit uitziet, het menselijk ras beschaamt of een mislukkeling van de natuurlijke selectie is". Als laatste schrijft hij dat alleen hijzelf verantwoordelijk is voor deze daad, en dat hij niet beïnvloed is door computerspellen, films of boeken.

## Onderzoek
In de dagen na de schietpartij begon de politie met het onderzoek. In de school werden 76 kogelhulzen en sporen van brandbare vloeistoffen gevonden op de muren en vloeren van de tweede verdieping. Dit maakt het aannemelijk dat Auvinen van plan was de school in brand te steken. Nadien richtte het onderzoek zich op een brief die Auvinen voor zijn zelfmoord achterliet, alsmede zijn YouTube-pagina.